# Dahner Felsenland
Dahner Felseland est une Verbandsgemeinde (collectivité territoriale) de l'arrondissement du Palatinat-Sud-Ouest dans la Rhénanie-Palatinat en Allemagne. Le siège de cette Verbandsgemeinde est dans la ville de Dahn.
La Verbandsgemeinde de Dahner Felseland consiste en cette liste d'Ortsgemeinden (municipalités locales) :

Localisation de la Verbandsgemeinde de Dahner Felseland dans l'arrondissement de Palatinat-Sud-Ouest

| 1. Bobenthal 2. Bruchweiler-Bärenbach 3. Bundenthal 4. Busenberg 5. Dahn 6. Erfweiler 7. Erlenbach bei Dahn 8. Fischbach bei Dahn | 1. Hirschthal 2. Ludwigswinkel 3. Niederschlettenbach 4. Nothweiler 5. Rumbach 6. Schindhard 7. Schönau (Pfalz) |